# Teucrium scorolepis
Teucrium scorolepis là một loài thực vật có hoa trong họ Hoa môi. Loài này được Pajarón & A.Molina miêu tả khoa học đầu tiên năm 1989.